# Distrito de Dongxihu

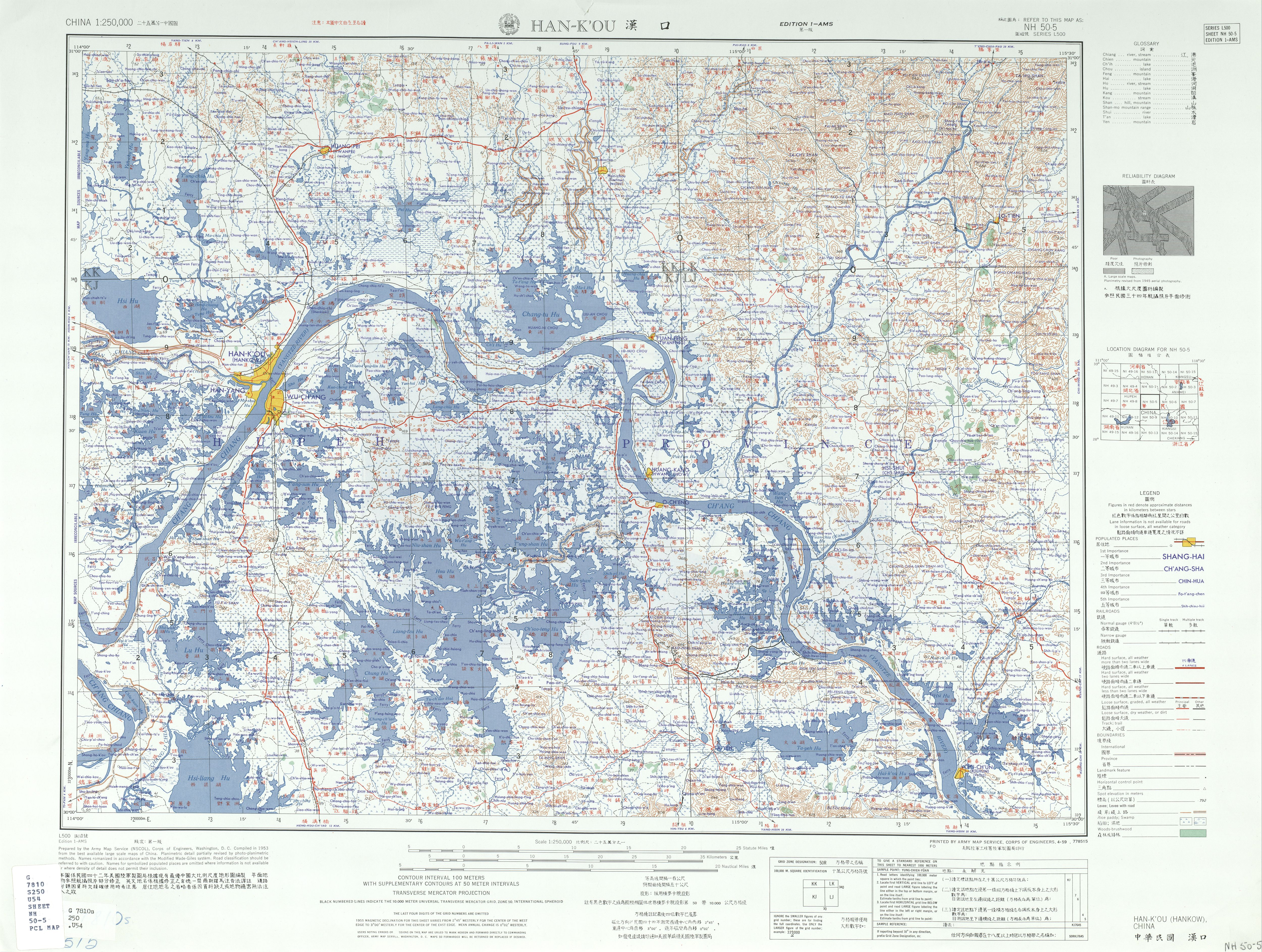
Mapa incluindo East Lake (Tung Hu 東湖) e Lago Oeste (Hsi Hu 西湖) como eram em 1953.

Distrito de Dongxihu (chinês simplificado: 东西湖区; tradicional chinesa: 東西湖區) é um dos 13 distritos urbanos da Cidade-prefeitura de Wuhan, capital da província de Hubei, China, formando parte dos subúrbios ocidentais da cidade. Encontra-se na margem norte do rio Han. Segundo censo de 2010, a população é de aproximadamente 450 mil pessoas.

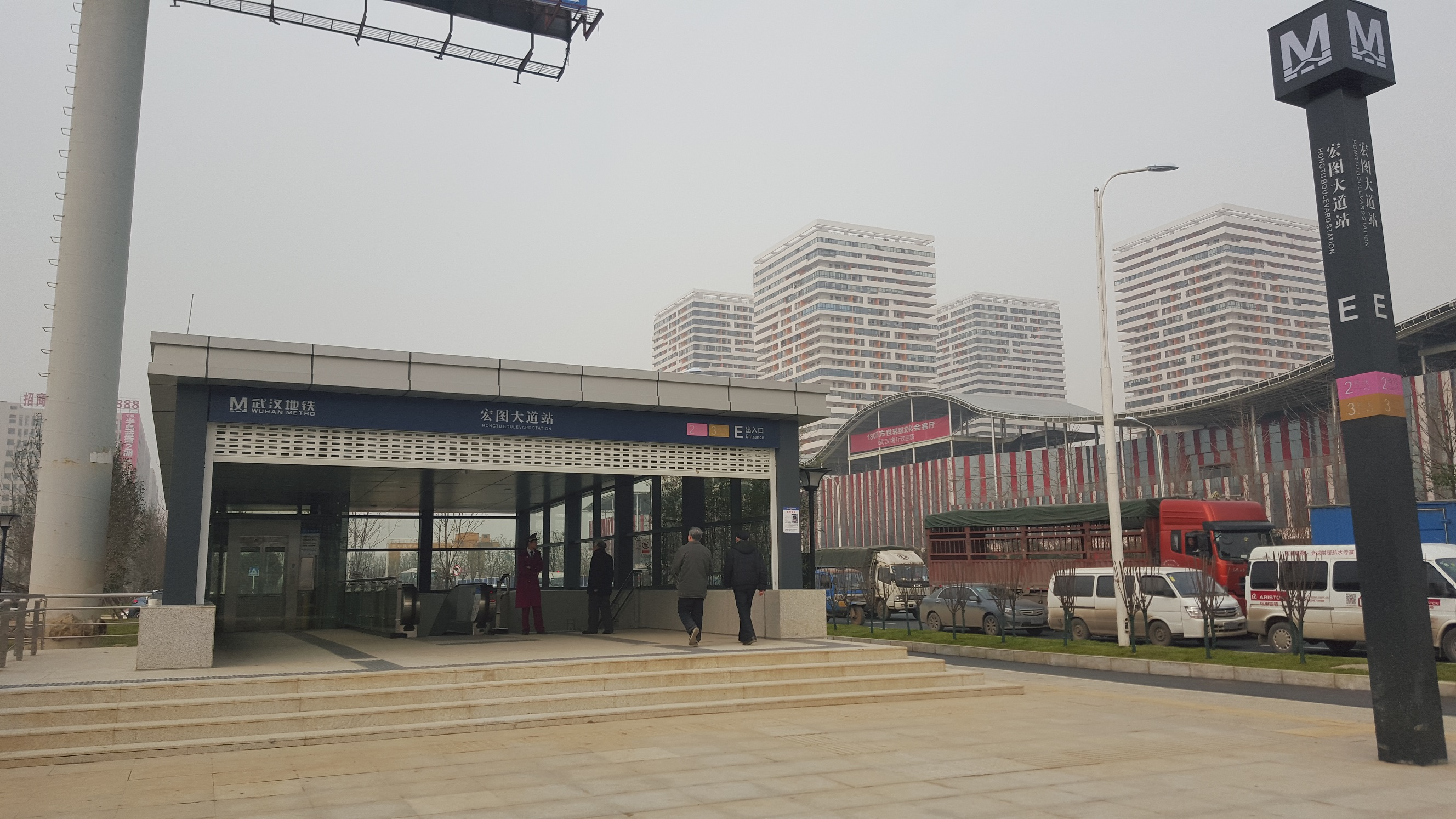
Saída da estação Hirozu Daido.